# Seiko SA
Seiko SA (celým názvem: Seiko Sports Association; čínsky znaky tradiční 精工體育會) byl hongkongský fotbalový klub, který sídlil ve stejnojmenné britské kolonii.
Založen byl v roce 1970 japonskou hodinářskou společností Seiko Corporation. Ihned po vstupu do hongkongské nejvyšší soutěže patřil mezi nejužší špičku ligové tabulky a to zejména díky finančnímu kapitálu vlastníka. V letech 1979–1985 klub získal sedmkrát v řadě mistrovský titul, což je dosud platný rekord hongkongského fotbalu. V sezóně 1985/86 klub obsadil čtvrté místo, což mělo za následek odhlášení z nejvyšší soutěže a následné rozpuštění celé organizace.
I přes svoji krátkou existenci se klub zařadil mezi historicky nejúspěšnější fotbalové kluby z Hongkongu.

## Získané trofeje
- Hong Kong First Division League / Premier League ( 9× )
  - 1972/73, 1974/75, 1978/79, 1979/80, 1980/81, 1981/82, 1982/83, 1983/84, 1984/85
- Hong Kong Senior Challenge Shield ( 8× )
  - 1972/73, 1973/74, 1975/76, 1976/77, 1978/79, 1979/80, 1980/81, 1984/85
- Hong Kong FA Cup ( 6× )
  - 1974/75, 1975/76, 1977/78, 1979/80, 1980/81, 1985/86

## Umístění v jednotlivých sezonách
Stručný přehled
Zdroj: 
- 1970–1971: Hong Kong Third 'B' Division League
- 1971–1972: Hong Kong Second Division League
- 1972–1986: Hong Kong First Division League

Jednotlivé ročníky
Zdroj: 
Legenda: Z - zápasy, V - výhry, R - remízy, P - porážky, VG - vstřelené góly, OG - obdržené góly, +/- - rozdíl skóre, B - body, červené podbarvení - sestup, zelené podbarvení - postup, fialové podbarvení - reorganizace, změna skupiny či soutěže
| Britský Hongkong (1970 – 1986) |                                     |        |     |     |     |     |     |     |     |     |        |
| Sezóny                         | Liga                                | Úroveň | Z   | V   | R   | P   | VG  | OG  | +/- | B   | Pozice |
| 1970/71                        | Hong Kong Third 'B' Division League | 3      | ... | ... | ... | ... | ... | ... | ... | ... | 1.     |
| 1971/72                        | Hong Kong Second Division League    | 2      | ... | ... | ... | ... | ... | ... | ... | ... |        |
| 1972/73                        | Hong Kong First Division League     | 1      | 26  | 18  | 4   | 4   | 71  | 35  | +36 | 40  | 1.     |
| 1973/74                        | Hong Kong First Division League     | 1      | 26  | 17  | 4   | 5   | 75  | 36  | +39 | 38  | 2.     |
| 1974/75                        | Hong Kong First Division League     | 1      | 24  | 15  | 5   | 4   | 54  | 21  | +33 | 35  | 1.     |
| 1975/76                        | Hong Kong First Division League     | 1      | 22  | 13  | 4   | 5   | 46  | 22  | +24 | 30  | 2.     |
| 1976/77                        | Hong Kong First Division League     | 1      | 22  | 13  | 8   | 1   | 44  | 23  | +21 | 34  | 2.     |
| 1977/78                        | Hong Kong First Division League     | 1      | 22  | 9   | 7   | 6   | 41  | 27  | +14 | 25  | 4.     |
| 1978/79                        | Hong Kong First Division League     | 1      | 22  | 19  | 3   | 0   | 60  | 13  | +47 | 41  | 1.     |
| 1979/80                        | Hong Kong First Division League     | 1      | 22  | 18  | 3   | 1   | 58  | 15  | +43 | 39  | 1.     |
| 1980/81                        | Hong Kong First Division League     | 1      | 20  | 13  | 5   | 2   | 46  | 12  | +34 | 31  | 1.     |
| 1981/82                        | Hong Kong First Division League     | 1      | 20  | 15  | 4   | 1   | 45  | 15  | +30 | 34  | 1.     |
| 1982/83                        | Hong Kong First Division League     | 1      | 18  | 12  | 4   | 2   | 31  | 13  | +18 | 28  | 1.     |
| 1983/84                        | Hong Kong First Division League     | 1      | 16  | 10  | 5   | 1   | 40  | 19  | +21 | 25  | 1.     |
| 1984/85                        | Hong Kong First Division League     | 1      | 16  | 12  | 3   | 1   | 37  | 12  | +25 | 27  | 1.     |
| 1985/86                        | Hong Kong First Division League     | 1      | 18  | 7   | 7   | 4   | 35  | 23  | +12 | 21  | 4.     |

## Účast v asijských pohárech
Zdroj: 
| Ročník | Soutěž                    | Kolo                      | Klub           | Doma | Venku | Celkem   |
| ------ | ------------------------- | ------------------------- | -------------- | ---- | ----- | -------- |
| 1985   | Asijské mistrovství klubů | Skupina Východní Asie "1" | Liao-ning      | 2:1  | 1:0   | 1. místo |
| 1985   | Asijské mistrovství klubů | Skupina Východní Asie "1" | Klub 25. dubna | 2:1  | 1:4   | 1. místo |